# Punji

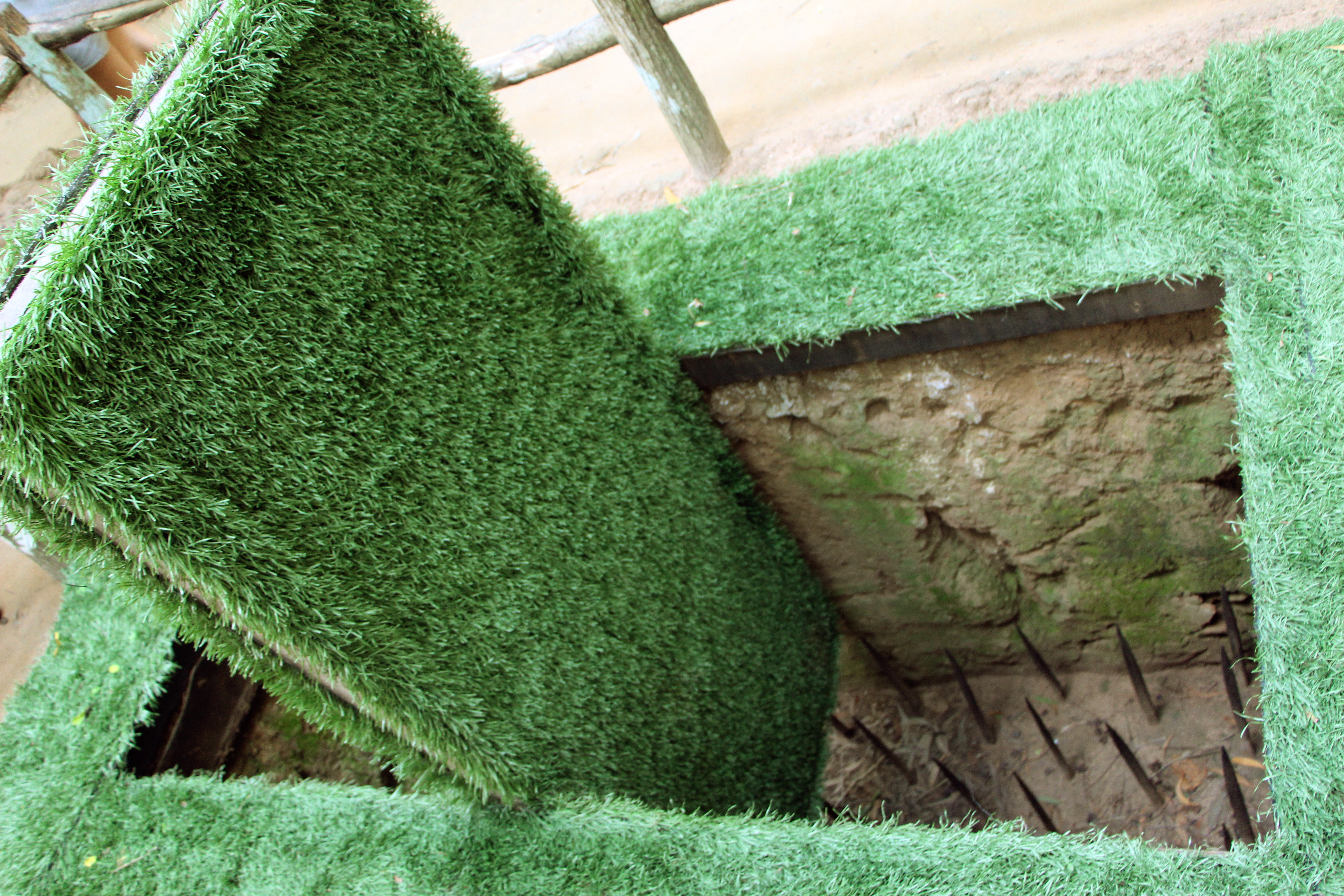
Punjispett i fallgrop med vipplanka vid Cu Chi-tunnlarna.

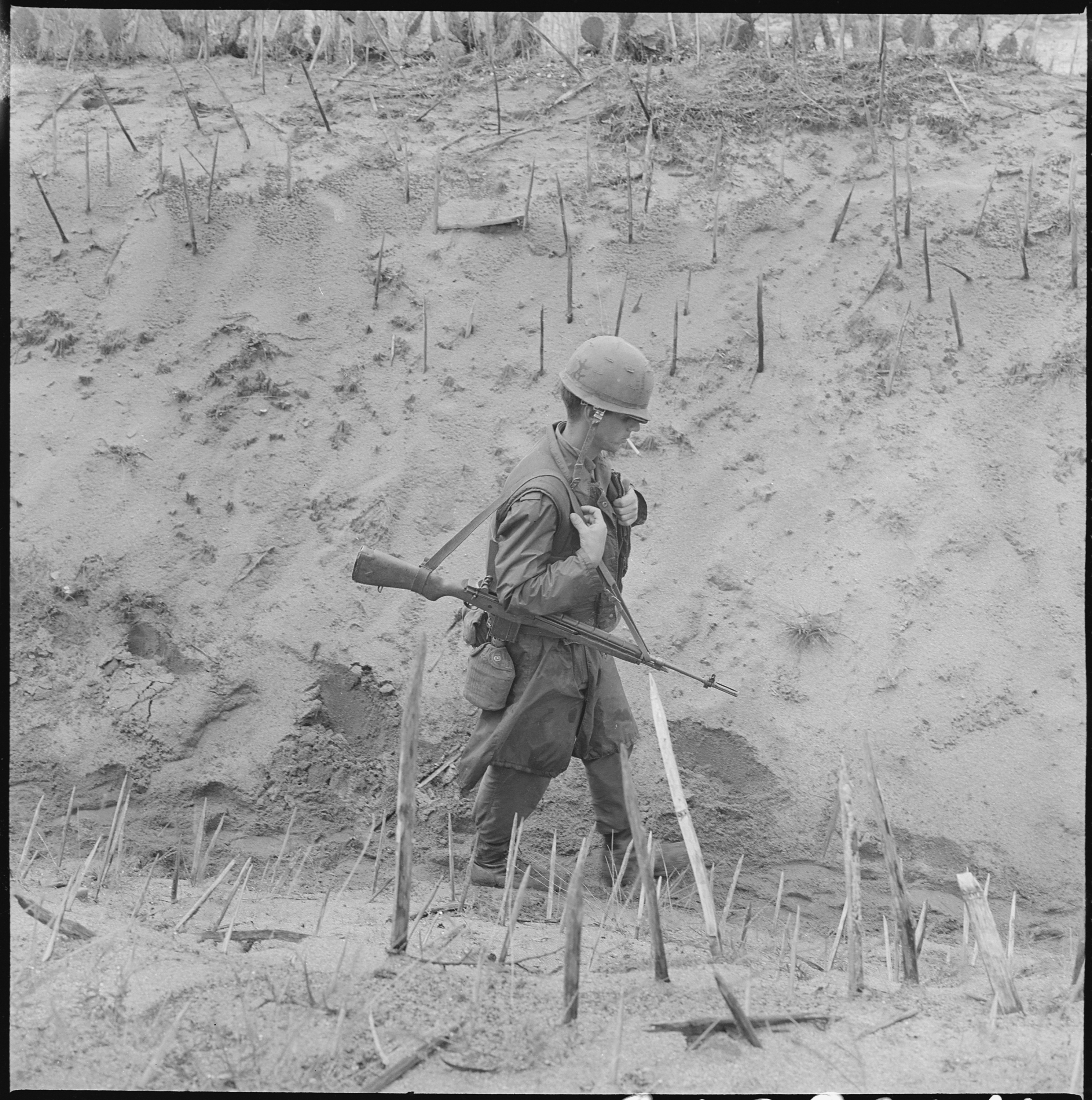
Punjivall under Vietnamkriget 1966.

Punji hänvisar traditionellt till typer av små fixerade spjut som används i lönnfällor ämnade att skada vederbörande som faller för fällan. De består vanligen av vässade och härdade spikar, träpålar eller bambuspett och används traditionellt i botten av en mindre kamouflerad fallgrop eller liknande, en kombination som mest ökänt användes under Vietnamkriget. Sådana fallgropar kamouflerades genom att täckas över med till exempel en kamouflerad filt eller annat material som fanns i närheten. När någon klev över den så föll vederbörande ner i gropen med en eller båda fötterna och spetsades av spjuten. Målsättningen med fällan var främst att skada vederbörandes fötter i syfte att sinka fienden när den vederbörande sedan kräver vård, transport och sjukplats.
Användningen av dylika vapen är förbjudna enligt Genèvekonventionen sedan 1980.

## Liknande arrangemang
- Försåtminering